# Пичи
Пи́чи (итал. Pici) — вид итальянских макаронных изделий, происходящих из южной части Тосканы (точнее, провинций Сиена и Гроссето). В Монтепульчано данные макаронные изделия известны как пинчи (pinci), в Монтальчино — как лунгетти (lunghetti), чириоле (ciriole) и странгоцци (strangozzi); в регионах Умбрия и Лацио — как умбричи (umbrici). Часто готовятся вручную, и представляют собой толстые, скрученные, как правило, вручную спагетти. Нередко изготавливаются дома, путём раскатки листа из теста, разрезания на полосы и скручивания между ладонями или между ладонью и столом. Благодаря такому способу изготовления, пичи неоднордны по толщине, в отличие от спагетти. Делаются пичи обычно из муки твёрдых сортов пшеницы, воды и оливкового масла; иногда добавляют яйца.
Пичи отвариваются в большом количестве подсоленной воды. В силу того, что их поверхность довольно шершавая, к ней хорошо пристают соусы, с которыми их обычно и подают. В тосканских ресторанах популярны пичи с рагу из кабана, зайца или утки, а также такими соусами как бричиоле (с хлебными крошками), боскайола (с белыми грибами) и др. Также пичи часто подают с традиционными соусами, характерными для пасты (карбонара, аматричана и т. д.). Международную известность получило блюдо Pici all’aglione: паста подается в томатном соусе, обильно сдобренном чесноком.
Аналогичный вид макаронных изделий в регионе Венеция носит название биголи.